# Diaphania contactalis
Diaphania contactalis is een vlinder uit de familie van de grasmotten (Crambidae), uit de onderfamilie van de Spilomelinae. De wetenschappelijke naam van deze soort is voor het eerst voorgesteld als Glyphodes contactalis door Paul Dognin in een publicatie uit 1903.
De voorvleugellengte varieert bij het mannetje van 11,9 tot 13,0 millimeter en bij het vrouwtje van 12,1 tot 13,3 millimeter.

## Verspreiding
De soort komt voor in Colombia, Venezuela, Brazilië, Ecuador, Peru en Bolivia.

## Habitat
Deze nachtvlinder wordt het meest aangetroffen in nevelwouden.